# Belägringen av Riga (1656)
Belägringen av Riga var en misslyckad belägring av den då svenska staden Riga av de ryska trupperna under Karl X Gustavs ryska krig. Belägringen slutade med en svensk seger. Ryssarna förlorade över 14 000 man i döda, varav 5 000–6 000 av dem ska ha nedgjorts av den kringliggande befolkningen. 